# Djebel Messaad
Djebel Messaad (em árabe: جبل مسعد) é uma cidade e comuna localizada na província de M'Sila, Argélia. Segundo o censo de 2008, a população total da cidade era de 13 948 habitantes.